# Fröseke
Fröseke är småort i Älghults socken i Uppvidinge kommun
Öster om Fröseke ligger Uvasjön, som är en del av Alsterån, som rinner genom samhället.

## Historia
Fröseke har tidigare varit stationssamhälle längs med Ruda–Älghults Järnväg.
I Fröseke har bland annat funnits ett glasbruk, spegeltillverkning och möbelindustri.
På 1980-talet kom alla formationer med spegelväggar från JK Glasdekor i Fröseke.

## Ortsnamnet
När järnvägen byggdes började ortsnamnet diskuteras, och den kommande stationen föreslogs kallas Kronofors efter glasbruket. Kungliga Väg och Vattenbyggnadsstyrelsen ansåg dock att Kronofors kunde förväxlas med Kramfors, och beslutade att stationen skulle uppkallas efter Fröseke by som låg i närheten. Namnet kommer från guden Frej (Frö)s ekar som var en formation ekar belägna där man idag återfinner Fröseke kapell.

### Befolkningsutveckling
| Befolkningsutvecklingen i Fröseke 1960–2015   | Befolkningsutvecklingen i Fröseke 1960–2015 | Befolkningsutvecklingen i Fröseke 1960–2015 | Befolkningsutvecklingen i Fröseke 1960–2015 | Befolkningsutvecklingen i Fröseke 1960–2015 |
| --------------------------------------------- | ------------------------------------------- | ------------------------------------------- | ------------------------------------------- | ------------------------------------------- |
|                                               |                                             |                                             |                                             |                                             |
| År                                            |                                             |                                             | Folkmängd                                   | Areal (ha)                                  |
| 1960                                          | 1960                                        |                                             | 392                                         |                                             |
| 1965                                          | 1965                                        |                                             | 340                                         |                                             |
| 1970                                          | 1970                                        |                                             | 336                                         |                                             |
| 1975                                          | 1975                                        |                                             | 324                                         |                                             |
| 1980                                          | 1980                                        |                                             | 296                                         | 61                                          |
| 1990                                          | 1990                                        |                                             | 276                                         | 61                                          |
| 1995                                          | 1995                                        |                                             | 231                                         | 61                                          |
| 2000                                          | 2000                                        |                                             | 208                                         | 58                                          |
| 2005                                          | 2005                                        |                                             | 179                                         | 58#                                         |
| 2010                                          | 2010                                        |                                             | 156                                         | 58#                                         |
| 2015                                          | 2015                                        |                                             | 155                                         | 49#                                         |
| Anm.: Upphörde som tätort 2005. # Som småort. |                                             |                                             |                                             |                                             |

## Samhälle
Samhället är vackert beläget vid Uvasjöns strand.                                                                  Alsterån och Uvasjön med badplatsen är ett naturligt centralt inslag i ortens underbara miljö. Ett annat naturligt inslag i samhällets miljö är 3 mindre kraftstationer med tillhörande spångar längs dammarna vilka gör att man till fots lätt kan korsa Alsterån på flera ställen. 
3 km norr om samhället ligger Fröseke kapell som uppfördes under 1:a halvan av 1900-talet.  

## Näringsliv
I Fröseke finns idag Fröseke Industriservice och AB Dritek. Företaget A plast håller under 2020 tillsammans med Wip på att etablera en mycket robotiserad tillverkning av plastprodukter i lokaler som tidigare använts till möbeltillverkning.
I byn finns livsmedelsbutiken Fröseke Livs, som öppnade sommaren 2022. Det är en obemannad butik som är öppen dygnet runt.

## Fotnoter
1. 1 2  Statistiska småorter 2023, befolkning, landareal, befolkningstäthet per småort, SCB, 28 november 2024, läs online.[källa från Wikidata]
2. ↑  Befolkning i tätorter 1960-2010, SCB, läs online, läst: 30 september 2013.[källa från Wikidata]
3. ↑  Småorternas landareal, folkmängd och invånare per km² 2005 och 2010, korrigerad 2012-10-15, SCB, 15 oktober 2012, läs online, läst: 9 juli 2016.[källa från Wikidata]
4. 1 2  Kodnyckel för SCB:s statistiska tätorter och småorter - Koppling mellan gammalt och nytt kodsystem, SCB, 11 november 2021, läs online.[källa från Wikidata]
5. ↑  http://www.viss.lst.se/Waters.aspx?waterEUID=SE631734-149541
6. ↑  ”Statistiska centralbyrån - Folkmängd i tätorter 1960-2005”. Arkiverad från originalet den 23 juni 2011. https://www.webcitation.org/5zewoamwt?url=http://www.scb.se/statistik/MI/MI0810/2005A01x/MI0810_2005A01x_SM_MI38SM0703.pdf. Läst 8 februari 2012.

- Wikimedia Commons har media som rör Fröseke.